# Kupce
Kupce [pronunciación en polaco: /ˈkupt͡sɛ/] es un pueblo ubicado en el distrito administrativo de Gmina Korytnica, dentro del Condado de Węgrów, Voivodato de Mazovia, en el este de Polonia central. Se encuentra aproximadamente a 8 kilómetros al noroeste de Korytnica, a 19 kilómetros al oeste de Węgrów, y a 58 kilómetros al noreste de Varsovia.